# فريدريك باركر غاي
فريدريك باركر غاي (بالإنجليزية: Frederick Parker Gay)‏ هو جراثيمي أمريكي، ولد في 22 يوليو 1874 في بوسطن في الولايات المتحدة، وتوفي في 14 يوليو 1939 في نيو هارتفورد في الولايات المتحدة.